# حركة الهوية الكتالونية
حركة الهوية الكتالونية هي حركة سياسية قومية كتالونية ويمينية متطرفة في المجتمع الإسباني المتمتع بالحكم الذاتي في كتالونيا. تعد حركة قومية عرقية، تدعم استقلال كتالونيا، وتعارض الهجرة من خارج أوروبا، وتؤيد السيطرة على الهجرة داخل أوروبا. الاسم مستوحى من اسم حركتين من الفصائل المسلحة الانفصالية الكتالونية في الثلاثينيات من القرن العشرين، بالإضافة إلى وجهات النظر والهوية للقوميين الكتالونيين الأوائل.
في سبتمبر 2018 حضرت هيئة التصنيع العسكري والحزب السياسي اليميني المتطرف المؤيد للاستقلال سوم الكتلونية العرض السنوي للزهور لرافائيل كازانوفا، مرددين شعارات ضد إسبانيا والإسلام.
كان ثلاثة من أعضائها فقط تم اعتقالهم وهم الوحيدين من المجموعة، تم الاعتقالات بعد حملات نفذتها الشرطة الإقليمية الكتالونية خلال مظاهرة مضادة لمظاهرة جوسابول (نقابة عمالية للشرطة الإسبانية) في أكتوبر 2018، كان أعضاء جوسابول يتظاهرون دعمًا لضباط الشرطة الإسبانية الذين حاولوا قمع استفتاء استقلال كاتالونيا لعام 2017.